# Krai
Krai ou kray (em russo: край), é um termo geralmente traduzido como região, território ou província. Esse termo é usado para se referir a uma das 85 regiões administrativas da Federação da Rússia. A palavra krai (que também significa fronteira ou final), é utilizada para regiões situadas na periferia económica e geográfica. Seu plural em russo é kraya (края).
Krais, oblasts, e repúblicas têm o mesmo estatuto constitucional. Alguns krais são maiores que muitos países da Europa.
Um krai se divide em distritos (em russo, plural: районы; romanizado: rayony; em russo, singular: район; romanizado: rayon).
A Rússia possui neste momento nove krais: Altai, Camecháteca, Crasnodar, Khabarovsk, Krasnoiarsk, Litoral, Perm e Stavropol.